# Rhamnus oleoides
Rhamnus oleoides, comúnmente llamado espino negro, es una especie del género Rhamnus. Se distribuye por la región mediterránea, en la mitad meridional de la península ibérica y en el noroeste de África. Habita en pendientes secas, arenales y zonas soleadas. Requiere un clima mediterráneo de inviernos suaves, pues difícilmente tolera las heladas.

## Descripción
Arbusto  muy ramoso, intrincado, con ramas grisáceas, de las que parten tallos con espinas. Las hojas, alternas, son de color verde brillante por el haz y blanquecinas por el envés, enteras, de contorno lanceolado. Se disponen a manera de racimos en las ramas. Las flores de color amarillo y formando grupos se disponen en las axilas de las hojas y son muy pequeñas. Cáliz con forma de copa. Pétalos muy pequeños cuando aparecen. Los frutos, en baya, son de color amarillo hasta rojo, cuando están maduros.

## Taxonomía
Rhamnus oleoides fue descrita por Carlos Linneo y publicado en Species Plantarum, Editio Secunda 1: 279, en el año 1762.
Etimología
Rhamnus: nombre genérico que deriva de un antiguo nombre griego para el espino cerval.
oleoides: epíteto latíno que significa "como el género Olea".
Sinonimia
- Rhamnus lycioides subsp. oleoides (L.) Jahand. & Maire[4]

## Nombres comunes
- Castellano: espino morisco, espino negro, espino olivero, espino prieto.[5]